# Патриархия.ru
Патриархия.ru (patriarchia.ru) — официальный сайт Московского патриархата (с 2009 года), ранее — сайт пресс-службы Московской патриархии.
Ресурс отличается официальной позицией, наполняется преимущественно документальной и новостной информацией о жизни Русской православной церкви и, прежде всего, её предстоятеля, однако при этом размещаются и материалы, касающиеся старообрядчества и инославных конфессий. Отмечается, что официальный характер контента делает ресурс несколько сложным для восприятия неподготовленным пользователем. По мнению Сергея Чапнина, «этот типичный корпоративный сайт мало чем отличается от интернет-визиток других крупных российских корпораций».

## История
Сайт начал работу 8 апреля 2002 года. По благословению Патриарха Алексия II в начале 2005 года создана пресс-служба Московской патриархии, основной задачей которой являлось взаимодействие с синодальными отделами Русской православной церкви, церковными и светскими СМИ, общественными организациями и органами власти, осуществляющими контакты с церковью, для всестороннего освещения различных сторон церковной жизни.
В сентябре 2009 года по благословению патриарха Кирилла на домене patriarchia.ru был создан официальный сайт Русской православной церкви. По распоряжению патриарха Кирилла работу по созданию сайта возглавил председатель Синодального информационного отдела Владимир Легойда. 1 октября 2009 года открылась новая версия портала. Ранее официальным сайтом Русской православной церкви был сайт Отдела внешних церковных связей mospat.ru (с 2001 года).
19 июля 2010 года официально открылась украинская версия портала. 14 сентября 2011 года — молдавская. 17 декабря 2018 года открылась английская и греческая версии сайта.

## Статистика
19 октября 2010 года Центр Беркмана по изучению интернета и общества при Гарвардском университете (США) назвал официальный сайт Московского патриархата Патриархия.ру одним из наиболее цитируемых сайтов Рунета, вместе с порталами Православие и мир и Богослов.ру.
Согласно опросу «Кому, как и зачем исследовать православный мир», проведённому исследовательской службой «Среда» в 2011 году среди 50 учёных, изучающих религию, Патриархия.ru занял первое место в пятёрке наиболее посещаемых респондентами сайтов.